# Mediteran Film Festival
Mediteran Film Festival je festival dokumentarnog filma koji se svake godine početkom rujna održava u Širokom Brijegu. Na festivalu se natječu autori iz 22 zemlje: Albanije, Alžira, BiH, Cipra, Crne Gore, Egipta, Francuske, Grčke, Hrvatske, Italije, Izraela, Libanona, Libije, Malte, Maroka, Monaka, Sirije,  Slovenije, Španjolske, Tunisa i Turske. Glavna nagrada na festivalu je Grand Prix, a dodjeljuje se i Posebna nagrada žirija, te Nagrada publike. Svaki nagrađeni autor, uz novčanu nagradu, dobiva i skulpturu Kristalni projektor. Osnivači Mediteran Film Festivala su Tomislav Topić (direktor) i Robert Bubalo (producent). Glasnogovornica MFF-a je Ivana Medić.

## Povijest
Prvi Mediteran Film Festival održan je od 5. do 7. rujna 2000. pod nazivom Hrvatski film i video. Tada je to bila samo filmska revija koja se pripremala u suradnji s Hrvatskim filmskim savezom. Prikazani su uglavnom hrvatski filmovi, i to u dvije kategorije: Revija hrvatskog video i filmskog stvaralaštva (10) i retrospektiva Kinokluba Zagreb (7). Prikazan je i jedan kratki igrani film iz BiH, prvijenac Tomislava Topića Elipsa.
Sljedeći MFF, ponovo pod nazivom Hrvatski film i video, održan je od 6. do 8. rujna 2001. Prikazano je ukupno 39 filmova u pet lategorija: igrani film (1), dokumentarni film (3), kratki igrani film (2), eksperimentalni (3), te retrospektiva Hrvatskog festivala jednominutnog filma u Požegi (30). Prikazani su filmovi iz sljedećih zemalja: Austrije, Belgije, BiH, Češke, Finske, Francuske, Hrvatske, Irana, Italije, Luksemburga, Makedonije, Nizozemske, Njemačke i Švedske.
I treći MFF održan je pod nazivom Hrvatski film i video. To je posljednja godina ovog festivala koja je održana pod takvim nazivom, i posljednja koja je bila revijalnog karaktera. Treći MFF održan je od 6. do 8. rujna 2002., a filmovi su prikazani u tri kategorije: dokumentarni film (6), eksperimentalni film (2) i revija nagrađenih filmova Hrvatskog festivala jednominutnog filma u Požegi (30). Ove tri revije bile su uvod u početak natjecateljskog karaktera ovog festivala. Sljedeće godine festival je promijenio naziv i uveo nagrade.
Od 10. do 12. rujna 2003. održan je 4. MFF čiji je naziv promijenjen u Dani filma. Bila je to važna prekretnica u razvoju festivala jer su uvedene novčane nagrade i imenovan festivalski žiri. Te su godine u žiriju bili hrvatski redatelj Zrinko Ogresta (predsjednik), hrvatska glumica Anja Šovagović-Despot i filmski kritičar iz BiH Ivo Čolak. U natjecateljskom programu sudjelovali su samo filmovi iz BiH i Hrvatske (9). Bili su to kratki dokumentarni i kratki igrani filmovi. Još je ukupno 31 film prikazan u sljedećim kategorijama: igrani film (19), kratki igrani (3), dokumentarni (7), revija "Šest autora Autorskog studija" (16), te retrospektiva festivala kratkog filma Mostar (4).
Naziv Dani filma zadržao se i sljedeće tri godine. No 2004. uvedena je jedna od najvažnijih promjena za razvoj MFF-a: objavljen je natječaj i uveden selektor natjecateljskog programa. Također, festival je dobio podnaslov "mediteranski festival dokumentarnog filma". Ipak, te i još sljedeće godine na natječaj su se mogli prijavljivati samo kratki dokumentarci. Te je godine selektor bio hrvatski redatelj Zdravko Mustać. Za natjecateljski program festivala koji je doržan od 9. do 11. rujna 2004. selektor Mustać je odabrao devet filmova iz (tadašnje) Srbije i Crne Gore, Hrvatske, BiH, Španjolske, Italije i Grčke. U programu izvan konkurencije prikazani dokumentarni filmovi (5), eksperimentalni (4), igrani (1), te pobjednik amaterskog festivala West Herzegowina Fest. U žiriju natjecateljskog programa bili su filmski kritičar iz Hrvatske Dražen Ilinčić (predsjednik), redateljica iz BiH Vesna Zoranović, te glumac iz BiH Slaven Knezović.
Sljedeći, 6. MFF, odnosno Dani filma, održani su od 8. do 10. rujna 2005. Selektor je ove godine slavni hrvatski redatelj Zoran Tadić. U natjecateljsku je konkurenciju izabrao 21 dokumentarac iz Hrvatske, BiH, Libanona, Italije, Srbije i Crne Gore, Turske, Grčke i Španjolske. U programu izvan konkurencije prikazana su i dva igrana filma, te još jedan dokumentarni. U žiriju su te godine bili filmolog iz BiH Asaf Džanić (predsjednik), hrvatski redatelj Ognjen Sviličić, te hrvatski filmski kritičar Janko Heidl.
Od 6. do 9. rujna 2006. održan je 7. MFF, i to je posljednji festival koji je nosio naziv Dani filma. Uvedene su tri promjene. Prva je da je festival produžen za jedan dan; od tada MFF stalno traje četiri dana. Druga novost je da su u natjecateljski program ušli doklumentarci svih dužina, tako da je MFF od te godine prestao biti festivalom kratkog filma. Treća je uvođenje još jedne nagrade - pored najvažnije nagrade Grand prix festivala, uvedena je i Posebna nagrada žirija. Selektor Ognjen Sviličić izabrao je u natjecateljski program 13 filmova iz Hrvatske, BiH, Francuske, Španjolske, Italije, Izraela, Grčke i Libanona. U programu izvan konkurencije prikazana su dva igrana filma, tri kratka igrana filma, te osam Dragulja Zagreb filma. Žiri je predvodio hrvatski filmski kritičar Jurica Pavičić (predsjednik), a u njemu su još bili španjolski redatelj Oscar Perez, te redatelj iz BiH Faruk Lončarević. Sljedeće godine je uveden konačni naziv festivala i usvojen koncept koji je ostao do danas.

### 8. MFF
Za 8. Mediteran Film Festival uvedena je jedna promjena - Nagrada publike. No, još se značajnija stvar dogodila u samom promjenu imena festivala. Ukinuti su Dani filma, a festival je dobio svoj današnji naziv. Osmo izdanje MFF-a održano je od 5. do 8. rujna 2007. Selektor natjecateljskog programa je bio hrvatski dokumentarist Damir Čučić. Na natječaj su prijavljena 154 filma, a selektor Čučić u glavni je program uvrstio njih 15 iz šest zemalja: Hrvatske, BiH, Španjolske, Francuske, Italije i Izraela. Uz ovih 15, prikazana su još 22 filma u pet različitih programa: 3 igrana filma, 2 kontroverzna dokumentarca, 6 filma u sklopu programa Focus on Croatia, 10 filmova snimljenih u jednom kadru, te hrvatski kratki igrani film Ikina sudbina iz 1933., kojeg su organizatori MFF-a pronašli u arhivi zagrebačke Kinoteke. Riječ je o filmu koji je snimljen na području Širokog Brijega, a bio je edukativnog karaktera. U žiriju natjecateljskog programa bili su hrvatski redatelji Vinko Brešan i Antonio Nuić, te redatelj iz BiH Milenko Prstojević.

### 9. MFF
Na natječaj 9. Mediteran Film Festivala prijavila su se 144 filma. Selektor je i ove godine bio Damir Čučić, a u program je odabrao 24 filma iz 14 zemalja: Hrvatske, BiH, Španjolske, Italije, Slovenije, Izraela, Francuske, Grčke, Alžira, Egipta, Crne Gore, Maroka, Turske i Libanona. Pored glavnog programa, na 9. Mediteran Film Festivalu su prikazana još dva kontroverzna dokumentarca, te još jedan dugometražni dokumentarni film. U devetom izdanju MFF-a u žiriju su bili hrvatski redatelj Tomislav Radić, hrvatska filmska kritičarka Diana Nenadić i redatelj iz BiH Ahmed Imamović.

### 10. MFF
Jubilarni 10. MFF održan je od 2. do 5. rujna 2009. Na natječaj je prijavljen 241 dokumentarni film,a treću godinu za redom selektor festivala bio je Damir Čučić. On je izabrao 30 dokumentaraca koji su se našli u službenom programu. U žiriju festivala bili su hrvatski redatelj Zdravko Mustać, bosanskohercegovački producent Edin Lonić i španjolski redatelj Claudio Zulian. Najboljim je filmom proglašen Lady Kul El-Arab izraelske redateljice Ibtisam Mara'ana.

## Nagrade

### Kristalni projektor
Kristalni projektor je festivalska struktura koju dobije svaki nagrađeni autor. Izvedena je u kocki iz koje izlazi filmska vrpca. Na tijelu skulpture je napisan naziv festivala, godina, mjesto u kojem se održava i naziv nagrade. Tako na skulpturi koju dobiva pobjednik MFF-a piše 'Grand prix', na skulpturi koju dobiva drugonagrađeni stoji '2nd prize', dok na skulpturi koju dobiva autor nagrađen od publike piše 'Audience Award'.

### Novčane nagrade
Nagrađeni autori na Mediteran Film festivalu, pored Kristalnog projektora, dobivaju i novčane nagrade. Pobjedniku MFF-a, osnosno autoru osvajaču nagrade 'Grand prix' dodjeljuje se i 3000 eura. Dobitnik nagrade '2nd prize' dobiva 1000 eura, a isti iznos se dodjeljuje i dobitniku nagrade 'Audinece Award'. Ukupan nagradni fond iznosi 5000 eura. 

## Nagrađeni
| Godina | Kategorija     | Film                                                          | Redatelj                           | Država               | Godina izdanja |
| ------ | -------------- | ------------------------------------------------------------- | ---------------------------------- | -------------------- | -------------- |
| 2003.  | Grand prix     | Otisci dubine (Expressions from the Depth)                    | Žana Mrkonjić                      | Bosna i Hercegovina  | 2003.          |
| 2004.  | Grand prix     | Sarajevski pas (Sarajevo's Dog)                               | Haris Prolić                       | Bosna i Hercegovina  | 2002.          |
| 2005.  | Grand prix     | Kutak za sporni trenutak (Cor(n)e(r) of the Matter)           | Džemal Šabić                       | Bosna i Hercegovina  | 2004.          |
| 2006.  | Grand prix     | Dobra vremena (Good Times)                                    | Alessandro Cassigoli, Dalia Castel | Italija              | 2004.          |
| 2006.  | 2nd prize      | Velika očekivanja (Great Expectations)                        | Renata Poljak                      | Hrvatska / Francuska | 2005.          |
| 2007.  | Grand prix     | Kuća moje bake (My Grandmother's House / A casa da mina avoa) | Adan Aliaga                        | Španjolska           | 2006.          |
| 2007.  | 2nd prize      | Budućnost (The Future/L'avenir)                               | Claudio Zulian                     | Španjolska           | 2005.          |
| 2007.  | Audience Award | Suveniri (Souvenirs)                                          | Halil Efrat, Shahar Cohen          | Izrael               | 2006.          |
| 2008.  | Grand prix     | Krojač (The Tailor/El Sastre)                                 | Oscar Perez                        | Španjolska           | 2007.          |
| 2008.  | 2nd prize      | Slučajni sin (The Son incidentally)                           | Robert Zuber, Tomislav Mršić       | Hrvatska             | 2007.          |
| 2008.  | Audience Award | Slučajni sin (The Son incidentally)                           | Robert Zuber, Tomislav Mršić       | Hrvatska             | 2007.          |
| 2009.  | Grand prix     | Lady Kul El-Arab                                              | Ibtisam Mara'ana                   | Izrael               | 2009.          |
| 2009.  | 2nd prize      | Nova koža                                                     | Clare Elalouf                      | Francuska            | 2009.          |
| 2009.  | Audience Award | Priča o Nikolaiu i zakonu o povratku                          | David Ofek                         | Izrael               | 2009.          |

## Retrospektiva Mediteran Film Festivala u Slavonskom Brodu
Od travnja 2010. godine svakoga se proljeća u Slavonskom Brodu održava trodnevna retrospektiva MFF-a. Slavonskobrodskoj publici prikazuje se puni natjecateljski program, a organizator, udruga SB Film pokreće od travnja 2012 i vlastiti Filmski Festival Mladih Država

## Kino video klub Amater
Kino video klub Amater je filmska udruga iz Širokog Brijega koja organizira Mediteran Film Festival smještena u centru Širokog Brijega, u zgradi Hrvatskog kulturnog doma. Osnovana je 2002. godine s ciljem da organizira MFF, producira filmove, filmski obrazuje svoje članove, te organizira škole medijske i filmske kulture, okrugle stolove, filmske tečajeve, te organizira i druge filmske revije i filmske premijere.
KVK Amater je dosad producirao nekoliko kratkih dokumentarnih filmova. Udruga ima 50-ak članova i isključivo oni sudjeluju u proizvodnji filmova. Sa svojim cjelokupnim članstvom, KVK Amater je članica Udruženja neprofesijskog filma BiH (Bivši Kino savez BiH, odnosno kasnije Filmski savez BiH).
Svake godine KVK Amater šalje 10 svojih članova u Školu medijske i filmske kulture u Trakošćan.

## Vanjske poveznice
- Službene stranice